# Zigoitia
Zigoitia (en castellà Cigoitia) és un municipi d'Àlaba, de la Quadrilla de Zuia. Agrupa els 16 concejos d'Okoizta, Apodaka, Berrikano, Buruaga, Eribe, Etxebarri-Ibiña, Etxaguen, Gopegi, Larrinoa, Letona, Manurga, Mendarozketa, Murua, Olano, Ondategi, Zaitegi i Zestafe.

## Topònim
El topònim Zigoitia es creu que deriva de l'expressió en basc Zuia goitia (Zuia de dalt), sent Zuia la vall i municipi amb el qual limita Zigoitia a l'oest. En la Reja de San Millán, document datat en 1025, s'esmenta l'existència d'una Zuffia de Suso i una altra Zuffia de Iusso, pertanyents a l'alfoz de Divina. Per la seva localització geogràfica comparativa, per la similitud del nom i pel nombre de tributs que se'ls assignen (molt majors que els d'un simple llogaret i comparables als d'una vall); sembla bastant clar que el topònim Zuffia està relacionat amb la veu moderna Zuia.
També s'esmenta l'existència d'una Zuhiabarrutia a l'alfoz de Osinganin. Juan Antonio Llorente en el seu llibre Notícies històriques de les tres Províncies Vascongades (1807) va identificar Zuffia de Suso amb la moderna Zigoitia i Zuffia de Iusso amb la moderna Zuia. Segons comenta aquesta autor la traducció al basc de l'expressió suso és goitia. Així cap suposar que el topònim que els monjos riojano escrivien com Zuffia de Suso, es digués localment Zuffia-goitia.
En els segles posteriors es troba registrat el nom com Zuhigutia (1233), Çoygoitia (1257), Zuigoitia (1338), fins a aparèixer finalment com Cigoitia en 1457; mostrant l'evolució del nom al llarg de l'Edat Mitjana. El veí Zuffia de Yuso acabaria sent conegut simplement com a Zuiya. Sobre el significat final del topònim Zuia, molts autors creuen que està relacionat amb la paraula basca zubia (el pont), que en certes ocasions ha donat origen a la variant zufia en toponímia. L'evolució del topònim hauria pogut ser la següent: Zubia ?→ Zuffia (1025) →Zufia (1089) → Zuia (1457) → Zuya.
Com a dada curiosa, el principal curs fluvial de Zigoitia és el riu Zubialde (lit.en euskera zona de ponts); que pren el nom de riu Zaia quan abandona el municipi en direcció a la Planada alabesa. El fet que Zigoitia estigui més alta que la veïna Zuia, explicaria el nom de Zuia de Dalt. També cal constatar l'existència de forts vincles històrics entre ambdós valls; ja que Zigoitia va pertànyer històricament a la Quadrilla de Zuia. Zigoitia és la forma normalitzada del topònim en basc, d'acord amb la pronunciació actual del nom en aquest idioma i l'ortografia moderna de l'euskera. En 1995 va ser adoptada per l'ajuntament com denominació oficial del municipi. Va ser publicat pel BOE el 13 de setembre de 1996.